# Neoascia meticulosa
Neoascia meticulosa là một loài ruồi trong họ Ruồi giả ong (Syrphidae). Loài này được Scopoli mô tả khoa học đầu tiên năm 1763. Neoascia meticulosa phân bố ở vùng Cổ Bắc giới